# Lloyd Richard Welch
Lloyd Richard Welch (Detroit, Michigan; 28 de septiembre de 1927 - 28 de diciembre de 2023) fue un matemático estadounidense que se ocupa de la teoría de códigos.
Welch estudió matemáticas en la Universidad de Illinois con una licenciatura en 1951 y recibió su doctorado con Frederic Bohnenblust en Caltech en 1958 (El reordenamiento de funciones y maximización de una integral de convolución). De 1956 a 1959 estuvo en el Jet Propulsion Laboratory, de 1969 a 1965 en el Instituto de Análisis de Defensa; en 1965 se convirtió en profesor en la Universidad del Sur de California. Se retiró en 1999.
Fue conocido, entre otras cosas, por las barreras MMRW para códigos binarios (con Robert J. McEliece, R. Rodemick, Howard Rumsey) y el algoritmo de Baum-Welch (también llamado así por Leonard E. Baum, quien trabajó en el instituto en a fines de la década de 1960) para establecer parámetros en un modelo oculto de Markov (HMM). Su contribución a esto se encuentra en su Shannon Lecture 2003. El algoritmo de Berlekamp-Welch lleva su nombre y el de Elwyn Berlekamp por la corrección eficiente de errores en los códigos BCH y Reed-Solomon.
Fue miembro del IEEE y de la Academia Nacional de Ingeniería. En 2003 recibió el premio Claude Shannon.

## Obras
- Lower Bounds on the Maximum Cross Correlation of Signals, IEEE Transactions on Information Theory, Vol. IT-20, pp. 397–399, 1974.
- R. J. McEliece, R. Rodemick, H. Rumsey New Upper Bounds on the Rate of a Code via the Delsarte-Mac Williams Inequalities, IEEE Transactions on Information Theory, März 1977.
- W. Ke Binary Sequences with Non-Positive Autocorrelation Values, ACTA Electronics Sinica, September 1982.
- J. Olsen, R. A. Scholtz Bent Function Sequences, IEEE Transactions on Information Theory, November 1982.
- R. A. Scholtz GMW Sequences, IEEE Transactions on Information Theory, Mai 1984.
- P. V. Kumar, R. A. Scholtz Generalized Bent Functions and their Properties, Journal of Combinatorial Theory, September 1985